# مقدونیه (ایندیانا)
مقدونیه (به انگلیسی: Macedonia) یک منطقهٔ مسکونی در ایالات متحده آمریکا است که در شهرستان هریسون، ایندیانا واقع شده‌است. مقدونیه ۲۵۰٫۸۵ متر بالاتر از سطح دریا واقع شده‌است.